# Kentucky Derby 1905
Kentucky Derby 1905 var den trettioförsta upplagan av Kentucky Derby. Löpet reds den 10 maj 1905 över 1 1⁄4 miles (2 012 m). Löpet vanns av Agile som reds av Jack Martin och tränades av Robert Tucker.
Förstapriset i löpet var 4 850 dollar. Endast tre hästar deltog i löpet efter att Dr. Leggo och McClellan strukits.

## Resultat
| P | Häst       | Jockey      | Tränare               | Land | Tid     |
| - | ---------- | ----------- | --------------------- | ---- | ------- |
| 1 | Agile      | Jack Martin | Robert Tucker         | USA  | 2:10.75 |
| 2 | Ram's Horn | Lucien Lyne | W. S. "Wink" Williams | USA  |         |
| 3 | Layson     | Dale Austin | Thomas P. Hayes       | USA  |         |

Segrande uppfödare: Runnymede Farm (Ezekiel F. Clay); (KY)